# アンドレス・マルティン・ガルシア
アンドレス・マルティン・ガルシア（Andrés Martín García、1999年7月11日 - ）は、スペイン・アンダルシア州アグアドゥルセ出身のサッカー選手。ラシン・サンタンデール所属。ポジションはフォワード。

## クラブ経歴
アンダルシア州のアグアドゥルセに生まれ、2016年にコルドバCFの下部組織に加入した。2017-18シーズンからコルドバのBチームで出場機会を掴み始めると、翌2018-19シーズンにトップチームへと引き上げられ、19歳にしてリーグ戦29試合6ゴールという記録を残した。
2019年6月26日、セグンダ・ディビシオンに降格したラージョ・バジェカーノと5年契約を結んだ。2022年1月6日、2021-22シーズン終了までCDテネリフェにレンタルされることが決まった。
2023年8月31日、2023-24シーズンはラシン・サンタンデールへレンタル移籍することが発表された。